# Einar Torgersen
Einar Torgersen (Drammen, Buskerud, 24 d'agost de 1886 - Drammen, Buskerud, 9 de setembre de 1946) va ser un regatista noruec que va competir a començaments del segle xx.
El 1920 va prendre part en els Jocs Olímpics d'Anvers, on va guanyar la medalla de plata en els 6 metres (1907 rating) del programa de vela, a bord del Marmi II, junt a Andreas Knudsen i Leif Erichsen.